# France Pare-brise
 (avril 2019).
 (novembre 2023).
Il peut être nécessaire de l'améliorer pour respecter le principe de neutralité de point de vue. Veuillez consulter la page de discussion pour plus de détails.

 (novembre 2023).
- Si vous ne connaissez pas le sujet, laissez ce bandeau (vous pouvez alors contacter les auteurs).
- Si vous supprimez le contenu mis en cause (vous pouvez préalablement contacter les auteurs),

argumentez précisément cette suppression dans la page de discussion
(un manque de référence n'est pas un argument ; une recherche réelle de référence doit avoir été effectuée, être formellement documentée).
 (novembre 2023).
Pour les articles homonymes, voir FPB.
France Pare-brise (FPB) est un réseau de franchisé spécialisé dans le remplacement et la réparation de vitrage automobile, engins de travaux publics, et engins agricoles.
C'est une entreprise du groupe Saint-Gobain.

## Historique
France Pare-brise est créé en 1993 par des chefs d'entreprise. Ils décident d'unir leurs forces et créent le réseau France Pare-Brise. Un objectif double : faciliter la vie de leurs clients en proposant toujours plus de services et mieux répondre aux besoins des assureurs.[passage promotionnel][source secondaire nécessaire]
Le groupe développe son réseau uniquement sous la forme de franchise.
France Pare-Brise  a été racheté par le Groupe Saint-Gobain, en octobre 2016. Dans un monde où l'innovation s'accélère, le soutien du groupe Saint-Gobain, second verrier mondial, est un atout supplémentaire qui permet à France Pare-Brise de renforcer son assise, sa dynamique et son expertise technologique[passage promotionnel][Interprétation personnelle ?].
Fin 2016, le réseau dispose de 340 centres en France[réf. non conforme] métropolitaine, Corse et DOM. En 2022, le réseau a pris de l’ampleur, avec 490 centres,[réf. non conforme], soutenu par un personnel chez le franchiseur de près de 60 personnes, pour les services informatiques, marketing, et plateforme de téléphonie nationale[source insuffisante].

## Implantations
Aujourd'hui[Quand ?], grâce à l'engagement volontaire[non neutre][Interprétation personnelle ?] de plus de 170 entrepreneurs indépendants et à l'implication quotidienne de leurs équipes[non neutre][Interprétation personnelle ?] dans 340 centres, France Pare-Brise est l'un des acteurs majeurs du secteur en France (plus de 400 000 interventions par an sur tout type de véhicules)[source secondaire nécessaire].

## Concurrence
- Carglass (Nanterre) ;
- Mondial Pare-Brise
- Rapid Pare Brise (Bondoufle) ;
- SOS Pare brise (Fenouillet).